# Мартинштајн
Мартинштајн (њем. Martinstein) општина је у њемачкој савезној држави Рајна-Палатинат. Једно је од 119 општинских средишта округа Бад Кројцнах. Према процјени из 2010. у општини је живјело 317 становника. Посједује регионалну шифру (AGS) 7133062.

## Географски и демографски подаци
Мартинштајн се налази у савезној држави Рајна-Палатинат у округу Бад Кројцнах. Општина се налази на надморској висини од 190 метара. Површина општине износи 0,4 km². У самом мјесту је, према процјени из 2010. године, живјело 317 становника. Просјечна густина становништва износи 813 становника/km².

## Међународна сарадња
| Мјесто    | Држава    | Врста сарадње | Од    |
| --------- | --------- | ------------- | ----- |
| Мерксхајм | Француска | партнерство   | 1973. |
| Извор     |           |               |       |